# 麥可·史蒂文斯
麥可·大衛·史蒂文斯（Michael David Stevens，1986年1月23日—），美國YouTuber、教育家、講師、影片編輯與喜劇演員，知名於創立和主持YouTube頻道「Vsauce」，同時亦以該化名聞名。頻道最初的影片主題多為電子遊戲方面，後來因其影片系列《DOT》大受歡迎而慢慢將頻道的題材轉為科教方面，且集中解釋科學、哲學、文化和錯覺。
作為「Vsauce」的創立者，史蒂文斯也順勢成為網路科教和大眾科學的主要推手。截至2021年5月16日，該頻道擁有約1690萬訂閱者和20.76億觀看數。2017年，他創建並主演YouTube Red系列《心靈場》，同時也與《流言終結者》前共同主持人亞當·薩維奇一起舉辦名叫「Brain Candy Live!」的教學迴演。

## 早年生活與教育
史蒂文斯在1986年1月23日出生於密蘇里州堪薩斯城，其母親是一位助教，父親則為化學工程師，他們全家之後在他5歲時移居至堪薩斯城近郊的史迪威。史蒂文斯長大後就讀於歐弗蘭帕克的藍谷高中，他在那裡育成了幽默風趣的性格和對知識的熱情，同時還加入了演講社和戲劇社。從藍谷高中畢業後，史蒂文斯進入芝加哥大學修讀心理學與英語文學，在那時候他觀看了一條經過重新剪輯的《鬼店》預告片，激發起其對影片剪輯的興趣。

## 生涯

### YouTube影片剪輯（2007–2010）
在化名為「pooplicker888」的情況下，史蒂文斯在2007年上傳其首部影片，其中某些片段亦被CollegeHumor和Funny or Die轉載。同年，他以「CamPain 2008」的名義發佈由他自己配音並配上圖片，以幽默的風格介紹2008年美國總統選舉候選人的短片。
史蒂文斯的影片引起了本·雷爾斯的興趣，雷爾斯邀請他成為當時名叫Barely Political的網上喜劇小組的成員。2008年，史蒂文斯移居至紐約，在Barely Political和Next New Networks的旗下工作，並得以與馬克·道格拉斯（Mark Douglas）、托德·沃馬克、安德烈婭·費茨科和安珀·李·埃丁格等喜劇演員合作。史蒂文斯還為道格拉斯的《令人驚訝的關鍵》（The Key of Awesome）節目系列執導了一個貓頭鷹城市的模仿音樂影片。

### 早年「Vsauce」（2010–2012）

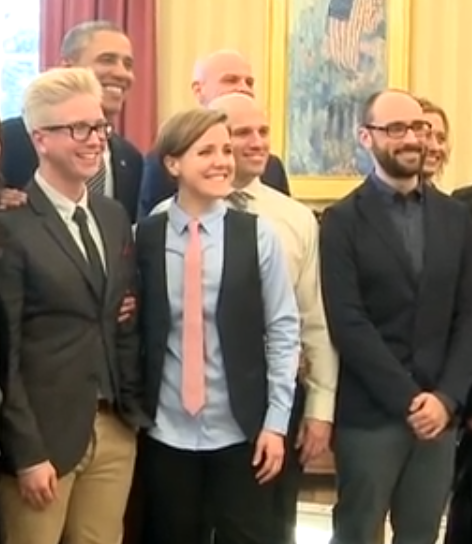
史蒂文斯與前美國總統巴拉克·奧巴馬和一眾YouTuber在2014年出席於白宮舉行的HealthCare.gov會議

史蒂文斯於2010年創立「Vsauce」，最初頻道上出現許多的合作者，題材亦主要集中在電玩文化上。之後「Vsauce」出現多個系列，且大多都是由史蒂文斯親自主持，包括《V-LIST》（電子遊戲相關列表）、《IMG》（網路爆紅數位影像）、《DONG》（展示各種線上遊戲和工具）以及《LÜT》（展示可在網上買到的有趣事物）。他在每一部影片的開場白為：「嘿，『Vsauce』！這裡是麥可」。
然而，史蒂文斯的教育影片才是最受關注的系列。他本人表示是受到保羅·扎盧姆的《怪頭博士》啟發才開始拍攝科教類的影片。史蒂文斯意識意識到他最受歡迎的內容往往是較為嚴肅的現實概念，且常是科際整合。其中最著名的包括《眼睛的解析度有多少？》、《黑暗的速度有多少？》；《為什麼你的屁股會在中間？》和《世界上到底有多少錢？》。
2010年下旬，史蒂文斯開設了兩個名叫「Vsauce2」和「Vsauce3」的相關頻道，它們之後亦分別交由凱文·利伯（Kevin Lieber）和傑克·羅珀。到了2011–12年，大部分關於網路和電玩文化的內容都交予這兩個頻道負責，只留下教學討論的題材給「Vsauce」。史蒂文斯的大部分影片標題都是一條問題，他會詳細回答或討論該話題，並涵蓋任何吸引觀眾興趣的教育相關領域的離題內容。
我可不想創作一些我可以在維基百科上看到的內容，我希望它們成為一種「旅程」– 一卡能讓你說著「哇，今天我們要去哪裡啊？」的邏輯火車。——麥可·史蒂文斯，TenEighty，2015年

### Google、TED演講與科教合作項目（2012–2016）

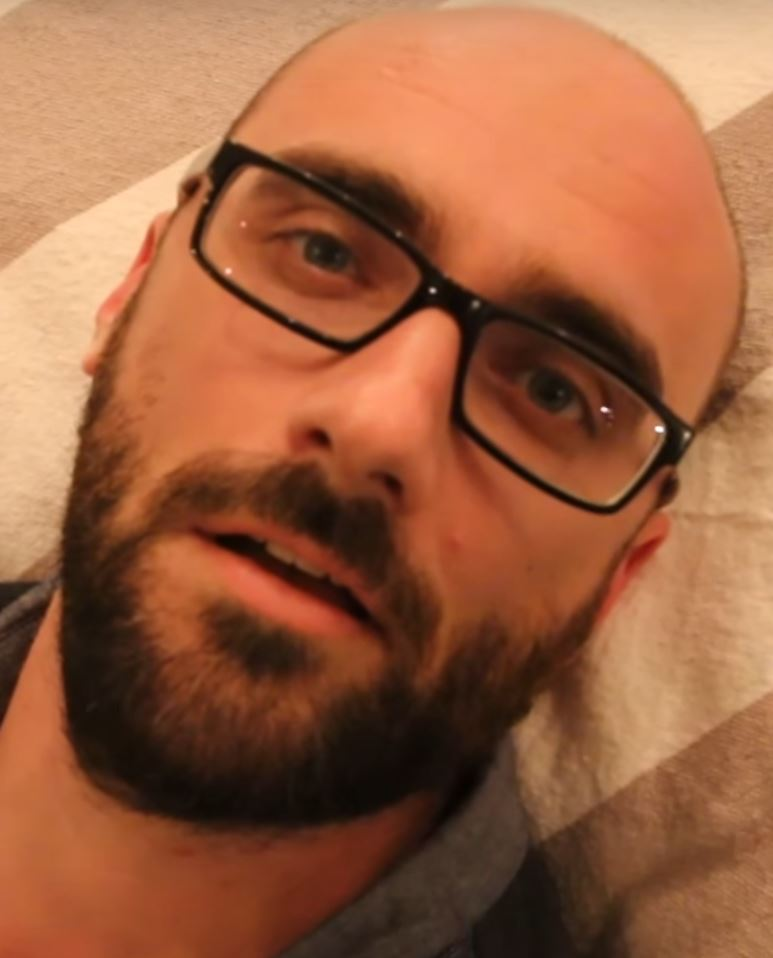
史蒂文斯在2016年Vlogbrothers的影片上

2012年，即Next New Networks被Google收購的年份，史蒂文斯開始在Google的倫敦分部旗下擔任內容策略師。他的工作主要集中在YouTube上，包括與其他創作者會談以優化他們的影片品質。
2013年時，史蒂文斯於TED大會上發表了兩場演說，分別是官方TEDActive的《影片的重量有多少？》和TEDxVienna的《為什麼我們要問問題？》。他同時亦在VidCon、MIPTV 媒体市场和愛丁堡國際電視節上講授，以及為諾和諾德擔任糖尿病講師。在2015年，史蒂文斯出席於加拿大多倫多舉行的YouTube FanFest。
因其在「Vsauce」頻道的活動，史蒂文斯得以與科學界的知名人士合作並出現在他們的節目裡，例如比爾·奈（討論為什麼雞要過馬路？）、德雷克·穆勒（討論量子隨機性）、傑克·霍納與克里斯·普瑞特（討論恐龍學與《侏羅紀世界》）以及戴維·阿滕伯勒（討論《行星地球2》）。

### 「Brain Candy Live」和《心靈場》（2016–現在）
2016年8月，《流言終結者》的前共同主持人亞當·薩維奇表示會邀請史蒂文斯當2017年全國性教育迴演的嘉賓。該年的晚些時候，後者在「Vsauce」上發佈一條影片，宣佈將與前者一起到四十個美國城市作2017年初的「Brain Candy Live」的公開演出。該系列的迴演亦被形容是一個「介乎於TED演講和藍人樂團之間」的現場科教舞台秀。而另一次的美國巡演則在2018年的3月至5月間舉行。
史蒂文斯與YouTube Red合作，創建並主持於2017年1月在「Vsauce」頻道上首映的科教節目《心靈場》。其每一集都會探討不同層面的人類行為，並會聽取例如多米尼克·莫納漢等嘉賓的意見之後進行實驗。史蒂文斯自已表示曾經向多個電視聯播網推銷《心靈場》，但都被他們回絕。

## 個人生活
史蒂文斯在2012年搬到英國倫敦居住。2016年，他與妻子瑪妮（Marnie）結婚，並搬回到美國加利福尼亞州洛杉磯定居，那裡同時也住著「Vsauce3」的持有人傑克·羅珀。
在他的紀錄片《運動會》（Field Day）中，史蒂文斯拜訪位於阿拉斯加州的惠蒂爾，以調查這偏遠小鎮的獨特性。        

## 影視作品
| 年份      | 名稱                      | 角色           |
| --------- | ------------------------- | -------------- |
| 2009–2010 | 《令人驚訝的關鍵》        | 有鬍子的修女   |
| 2010–現在 | 「Vsauce」                | 他自己         |
| 2012      | 《黑暗物質：扭曲卻真實》  | 他自己         |
| 2013      | 《Asdfmovie6》            | 談論紅蘿蔔的人 |
| 2013      | 《掐頭》                  | 他自己         |
| 2013      | 《美國解密》              | 他自己（記者） |
| 2014      | 《超聰明殭屍》            | 麥可           |
| 2014      | 《吉米夜現場》            | 他自己         |
| 2015      | 《傑米·奧利佛的美食頻道》 | 他自己         |
| 2016      | 《機器人大擂臺》          | 他自己（評審） |
| 2017–現在 | 《心靈場》                | 他自己         |

## 獎項與提名
| 年份 | 獎項                 | 類別                         | 得獎人                             | 結果 | 來源   |
| ---- | -------------------- | ---------------------------- | ---------------------------------- | ---- | ------ |
| 2013 | RealPlayer影片遠見獎 | 教育類                       | Vsauce                             | 獲獎 | [ 47 ] |
| 2014 | 威比獎               | 新聞與訊息的人民喉舌（頻道） | Vsauce                             | 獲獎 | [ 48 ] |
| 2014 | 網絡電視大獎         | 科教                         | Vsauce                             | 獲獎 | [ 49 ] |
| 2015 | 網絡電視大獎         | 科教                         | Vsauce                             | 獲獎 | [ 50 ] |
| 2015 | 網絡電視大獎         | 剪輯                         | 麥可·史蒂文斯與蓋伊·拉森（Vsauce） | 提名 | [ 50 ] |
| 2015 | 威比獎               | 新聞與訊息的人民喉舌（頻道） | Vsauce頻道                         | 獲獎 | [ 51 ] |
| 2016 | 威比獎               | 新聞與訊息的人民喉舌（頻道） | Vsauce網路                         | 獲獎 | [ 52 ] |

## 外部連結
- YouTube上的麥可·史蒂文斯頻道
- 麥可·史蒂文斯在互联网电影资料库（IMDb）上的資料（英文）
- TED演講者資料（页面存档备份，存于）